# 1981年航空
此條目列出1981年發生有關航空運輸的事件。

## 事件

### 7月
- 7月1日：新加坡樟宜機場啟用。

### 9月
- 9月26日：波音767進行首飛。

### 10月
- 10月1日：臺東縣臺東機場啟用。